# L’Osservatore Romano
L’Osservatore Romano (wł. Obserwator Rzymski) – gazeta watykańska. Opisuje całą aktywność duszpasterską papieża, wypowiedzi najważniejszych hierarchów Kościoła i dokumenty przygotowywane w Kurii Rzymskiej. Oficjalnym mottem pisma jest UNICUIQUE SUUM – NON PRAEVALEBUNT.

## Charakterystyka
Założycielami gazety byli prawnik Nicola Zanchini i dziennikarz Giuseppe Bastia. Pierwsze wydanie L’Osservatore Romano opublikowano w Rzymie 1 lipca 1861, kilka miesięcy po proklamacji Królestwa Włoch (17 marca 1861). Debiutancki numer liczył cztery strony. Ostatnia z nich od początku przeznaczona była na reklamy. Gazeta ukazywała się pierwotnie dwa razy w tygodniu. W związku z szybko rosnącą popularnością, już od 31 marca 1862 roku ukazuje się codziennie.
Wydanie codzienne L’Osservatore Romano ukazuje się popołudniem, z datą dnia następnego. 
Obecnie redaktorem naczelnym gazety jest prof. Andrea Monda. Jego poprzednikami byli m.in. w latach 2007–2018 prof. Giovanni Maria Vian, a w latach 1984–2007 Mario Agnes. Do listopada 2020 redakcja znajdowała się przy Via del Pellegrino w Watykanie. Od 12 listopada 2020 mieści się w Rzymie przy Piazza Pia.

### Wpływ pandemii COVID-19
W marcu 2020 r. podjęto decyzję o czasowym zawieszeniu druku dziennika L'Osservatore Romano z powodu trudności, wynikających z epidemii koronawirusa. Watykańska gazeta od 26.03.2020 r. dostępna była tylko w wersji internetowej. Druk miał zostać wznowiony, gdy sytuacja wróci do normy. W tym czasie w Drukarni Watykańskiej pracował tylko jeden technik drukarski i jeden introligator, by wydać jedynie 10 egzemplarzy każdego numeru L’Osservatore Romano w formie tradycyjnej, papierowej, które były rozprowadzone wśród kierownictwa Kurii Rzymskiej (otrzymywał je m.in. papież Franciszek oraz papież-senior Benedykt XVI). Założone w 1861 roku L’Osservatore Romano w swojej historii nie ukazało się tylko dwukrotnie: we wrześniu 1870 nie wydawano gazety przez tydzień podczas ofensywy włoskiej w Państwie Kościelnym. Drugi przypadek miał miejsce w 1919, kiedy przez cały miesiąc strajkowali drukarze, a dziennik nie był jeszcze drukowany na terenie Watykanu. Poza tymi dwoma wyjątkami L’Osservatore Romano ukazywał się nieprzerwanie nawet w czasie dwóch wojen światowych. Watykański dziennik "L'Osservatore Romano" począwszy od niedzieli 4 października 2020, znów zaczął ukazywać się w wersji papierowej. Przez pół roku z powodu pandemii koronawirusa gazeta wydawana była tylko w formie elektronicznej. Powrót papierowego "L'Osservatore Romano" zbiegł się w czasie z publikacją encykliki „Fratelli tutti” papieża Franciszka o braterstwie i przyjaźni społecznej.
Od 17 maja 2020 watykański dziennik L’Osservatore Romano można czytać również poprzez bezpłatną aplikację. Pobrać ją można w internetowych sklepach Google’a i Apple’a.

## Wersje językowe
Pismo wydawane jest w kilku językach:
- włoskim (dziennik, od 1861)
- francuskim (tygodnik, od 1949)
- włoskim (tygodnik, od 1950)
- angielskim (tygodnik, od 1968)
- hiszpańskim (tygodnik, od 1969)
- portugalskim (tygodnik, od 1970)
- niemieckim (tygodnik, od 1971)
- polskim (miesięcznik, od 1980)
- malajalam (tygodnik, od 2007)[9]